# Michael Druks
Michael Druks (geboren 26. September 1940 in Jerusalem, Völkerbundsmandat für Palästina; gestorben 22. April 2022 in London) war ein israelisch-britischer Video- und Performancekünstler.

## Leben und Werk
Druks wurde 1940 in Jerusalem geboren und wuchs in Tel Aviv auf. Er knüpfte schnell Kontakte zu Künstlern und in die Theaterszene. Er studierte von 1966 bis 1970 Kunst am Bat-Yam Art Institute in Tel Aviv und später an der Bezalel Academy of Arts and Design in Jerusalem. Er lebte und arbeitete ab 1972 in London.
Druksland ist eine seiner bekanntesten Arbeiten. Es handelt sich dabei um ein Selbstporträt als eine Art topografische Landkarte. Es gibt von ihm verschiedene „Strafarbeiten“: Michael Druks steht in der Ecke des Klassenraums seiner Schule, im Gebäude der Knesset und an der Klagemauer, oder schreibt als Strafe immer wieder den gleichen Satz.

## Ausstellungen (Auswahl)

### Einzelausstellungen
- 2006 Retrospektive Museum of Art, Ein Harod, Kuratorin Dalia Bar-Or
- 2004 Druksland: An Audio Visual Retrospective Haifa Museum of Art, Haifa
- 1992 Works on paper Israel-Museum, Jerusalem
- 1979 Performance Center D’Art et Communication, Centre Georges Pompidou, Paris
- 1977 Territory, video performance Ludwig Forum für Internationale Kunst, Aachen
- 1975 Photographs and Video Performance De Appel, Amsterdam

### Gruppenausstellungen
- 2009 The Hidden Trace: Jewish Paths Through Modernity Felix-Nussbaum-Haus, Osnabrück
- 2008 Mapping The Imagination Victoria and Albert Museum, London
- 1997 Cartographers Kunstpavillon Zagreb, Zagreb
- 1977 documenta 6 Kassel